# Sáp ghép cây
Sáp ghép cây là chất tổng hợp từ nhựa rosin, sáp ong, mỡ động vật và những nguyên liệu tương tự, được dùng để bôi trét và bịt kín vết cắt của những cây ghép thân gỗ hoặc thân bụi mới, nhằm bảo vệ chúng khỏi nhiễm bệnh.